# Patrol (wojsko)
Patrol – grupa żołnierzy, a także czołgi, bojowe wozy piechoty, samoloty, okręty mające za zadanie prowadzenie rozpoznania, ubezpieczenie wojsk i kontrolę.

## Rodzaje patroli
Patrole organizowane są w czasie działań bojowych, w marszu i na postoju. Wysyłają je zarówno oddziały, jak i związki taktyczne.
Zależnie od wykonywanych zadań rozróżnia się:
- patrole bojowe (bojowy patrol rozpoznawczy)
- patrole rozpoznawcze (patrol rozpoznawczy, samodzielny patrol rozpoznawczy[a], inżynieryjny patrol rozpoznawczy)
- patrole rozpoznania skażeń

W marszu rozróżnia się:
- patrole czołowe

wysyłane są zazwyczaj na odległość 3 km ze szpicy czołowej lub ubezpieczonego pododdziału. Zadanie swoje wykonuje przez obserwację i walkę dążąc do zatrzymania jak największych sił przeciwnika do czasu podejścia sił ubezpieczanych. Ubezpiecza się drużyną patrolową, którą wysyła na odległość wzrokową zapewniającą w każdej sytuacji wsparcie ogniowe przez siły wysyłające.
- patrole boczne

są w zasadzie elementem ubezpieczenia szpicy i ubezpieczają ją z zagrożonego skrzydła; zadanie swoje wykonuje maszerując równolegle do szpicy; przy napotkaniu przeciwnika niszczą go z marszu lub z dogodnych stanowisk ogniowych; w zależności od potrzeb zagrożone skrzydło patrol boczny może ubezpieczyć drużyną patrolową wysyłaną na odległość wzrokową
- patrole tylne

są wysłane ze szpicy tylnej z zadaniem niedopuszczenia do uderzenia elementów rozpoznawczych i ubezpieczających przeciwnika w siły główne szpicy; zadanie swoje wykonuje: poprzez walkę, niszczenie dróg, tworzenie zawał leśnych, niszczenie mostów i wiaduktów i wykonywanie zasadzek; patrol tylny może wysłać na odległość wzrokową drużynę patrolową tylną.
Inne patrole
- Patrol rozminowania